# Hrabství Cork
County Cork (irsky Contae Chorcaí, anglicky County Cork) je irské hrabství nacházející se na jihu země v bývalé provincii Munster. Sousedí s hrabstvím Limerick na severu, s hrabstvím Kerry na západě a hrabstvími Tipperary a Waterford na východě. Velmi členité jižní pobřeží omývá Keltské moře.
Hlavním městem hrabství je Cork, které je také samostatnou samosprávní jednotkou. Hrabství má rozlohu 7499 km², což ho činí největším hrabstvím, a žije v něm přibližně 542 tisíc obyvatel.
Mezi zajímavá místa hrabství patří Cork, Cobh a mys Mizen Head.
Zkratka hrabství, používaná zejména na SPZ, je C.